# Sterijino
Sterijino (húngaro: Valkaisor; serbocroata cirílico: Стеријино) es un pueblo de Serbia perteneciente al municipio de Ada en el distrito de Banato del Norte de la provincia autónoma de Voivodina.
En 2011 tenía 186 habitantes, casi todos étnicamente magiares.
En el siglo XIX, cuando este territorio pertenecía al reino de Hungría, aquí había un conjunto de pequeñas fincas rústicas pertenecientes a la familia Engelmann, formada por suabos del Danubio. A principios del siglo XX, se creó el pueblo como un punto de encuentro para las familias que vivían en las fincas, incluyendo servicios como una escuela. Tras la Primera Guerra Mundial, esta pequeña aldea fue reconocida oficialmente como pueblo, recibiendo inicialmente el topónimo de "Valkaisor" en referencia a la familia Valkai. Su desarrollo como pueblo no se produjo hasta la segunda mitad del siglo XX, cuando casi todos los habitantes de las fincas decidieron asentarse en el núcleo de población.
Se ubica unos 5 km al oeste de la capital municipal Ada.